# Cu xanh khoang cổ
Treron bicinctus là một loài chim trong họ Columbidae.